# Liste des ducs de Silésie

Armes des Piast de la Silésie.

La liste des ducs de Silésie énumère les souverains qui ont gouverné le duché de Silésie créé en 1138 et les territoires issus de son démembrement sous le règne de la dynastie Piast.
Le testament du duc Boleslas III le Bouche-Torse (1085/6-1138) marque le début du démembrement territorial du royaume de Pologne. Il avait partagé son État entre ses fils, chacun recevant un duché héréditaire. Le fils aîné Ladislas II le Banni a reçu la Silésie avec Breslau comme résidence. Après la mort du duc Henri II le Pieux à la bataille de Liegnitz en 1241, ce duché lui-même est partagé entre ses nombreux descendants et successeurs.
Au début du XIVe siècle, les ducs silésiens se sont de plus en plus détachés de la suprématie des rois de Pologne. En 1335, le roi Casimir III renonçait définitivement à la  suzeraineté en faveur de la couronne de Bohême. Le roi Charles IV de Bohême, également élu roi des Romains, a intégré les domaines silésiens au Saint-Empire jusqu'en 1348. Néanmoins, les ducs restaient vassaux bohémiens et n'avaient pas le statut des états impériaux.
En 1526, la couronne de Bohême échut à la monarchie de Habsbourg. À travers les siècles, les duchés en Silésie sont revenus aux suzerains bohémiens en tant que fiefs accomplis. Le dernier prince de la maison Piast, le duc Georges Guillaume de Liegnitz, mourut en 1675 sans laisser d'héritiers mâles.

## Duché deSilésie
- 1138-1146 Ladislas II le Banni (Władysław II Wygnaniec)
- 1146-1163 Boleslas IV le Frisé (Bolesław IV Kędzierzawy)
- 1163-1177 Boleslas Ier le Long (Bolesław I Wysoki), Mieszko IV Jambes Mêlées (Mieszko IV Plątonogi) et Conrad Ier de Głogów (Konrad I Głogowski)

La mésentente entre les trois ducs oblige Casimir II le Juste, duc de Cracovie et princeps de Pologne à diviser le duché de Silésie en quatre :
- le duché de Breslau pour Boleslas Ier le Long,
- le duché de Ratibor pour Mieszko IV Jambes Mêlées
- le duché de Glogau pour Conrad Ier,
- le duché d'Opole pour Iaroslav, le fils aîné de Boleslas

## Duché deBreslau
- 1177-1201 Boleslas Ier le Long (Bolesław I Wysoki)
- 1201-1238 Henri Ier le Barbu (Henryk I Brodaty)
- 1238-1241 Henri II le Pieux (Henryk II Pobożny)
- 1241-1248 Boleslas II le Chauve (Bolesław II Łysy)
- 1248-1266 Henri III le Blanc (Henryk III Biały) et Ladislas (Władysław)
- 1266-1270 Ladislas (Władysław)
- 1270-1273 Ottokar II de Bohême (Przemysł Ottokar II) (régent)
- 1273-1290 Henri IV le Juste (Henryk IV Probus)
- 1290-1296 Henri V le Gros (Henryk V Gruby)
- 1296-1301 Bolko Ier le Sévère (Bolko I Surowy) (régent)
- 1301-1302 Henri de Wierzbno (Henryk z Wierzbna) (évêque de Breslau, régent)
- 1302-1305 Venceslas II de Bohême (Wacław II Czeski) (régent)
- 1305-1311 Boleslas III le Prodigue (Bolesław III Rozrzutny)
- 1311-1335 Henri VI le Bon  (Henryk VI Dobry)

En 1335, le duché de Wrocław est incorporé au royaume de Bohême.

## Duché deTeschenet d'Auschwitz

### Duché deTeschenet d'Auschwitz
À l'origine, le duché faisait partie du duché de d'Opole et de Ratibor.
- 1280/1-1314/5 Mieszko de Teschen (Mieszko Cieszyński)

#### Duché d'Auswitz
- 1314/5-1321/4 Ladislas Ier (Władysław I Oświęcimski)
- 1321/4-1325 Euphrosine de Mazovie (régente)
- 1325-1372 Jean Ier (Jan I Scholastyk)
- 1372-1375/6 Jean II (Jan II Oświęcimski)
- 1375/6-1405 Jean III (Jan III Oświęcimski)
- 1405-1406 Przemyslaw (Przemysław Oświęcimski)
- 1406-1414 Boleslas Ier (Bolesław I Cieszyński)

#### Duché deTeschen
- 1314/5-1358 Casimir Ier (Kazimierz I Cieszyński)
- 1358-1410 Przemyslaw Ier (Przemysław I Noszak)
- 1410-1431 Boleslas Ier (Bolesław I Cieszyński)

#### Duché d'Auschwitzet deToszek
- 1414-1433/4 Casimir Ier (Kazimierz I Oświęcimski)
- 1433/4-1445 Waclaw Ier (Wacław I Zatorski), Przemyslaw (Przemysław Toszecki) et Jean IV (Jan IV Oświęcimski)

##### Duché d'Auschwitz
- 1445-1456 Jean IV (Jan IV Oświęcimski)

En 1456, le duché d'Auschwitz est incorporé à la Pologne.

##### Duché deToszek
- 1445-1484 Przemyslaw (Przemysław Toszecki)

En 1484, le duché de Toszek est annexé par Mathias Corvin avant d'être incorporé à la Bohême.

##### Duché de Zator
- 1445-1468 Waclaw Ier (Wacław I Zatorski)
- 1468-1482 Casimir II (Kazimierz II Zatorski), Waclaw II (Wacław II Zatorski), Jean V (Jan V Zatorski) et Ladislas (Władysław Zatorski)
- 1482-1484/7 Casimir II (Kazimierz II Zatorski), Waclaw II (Wacław II Zatorski) et Jean V (Jan V Zatorski)
- 1484/7-1490 Casimir II (Kazimierz II Zatorski) et Jean V (Jan V Zatorski)
- 1490-1494 Jean V (Jan V Zatorski)

###### Duché deWadowice
- 1482-1493 Ladislas de Zator (Władysław Zatorski)

En 1494, Duché de Zator et Wadowice sont incorporés à la Pologne.

#### Duché deTeschen
- 1431-1474 Waclaw Ier (Wacław I Cieszyński) (à partir de 1442, il règne sur la moitié de Beuthen (jusqu'en 1459) et sur Sievers (jusqu'en 1443) – à partir de 1452, il règne sur Bielsk (en) – à partir de 1468, il ne règne plus que sur Bielitz)
- 1431-1460 Ladislas (Władysław Głogowski)( à partir de 1442, il règne sur la moitié de Glogau et Ścinawa)
- 1431-1477 Przemyslaw II (Przemysław II Cieszyński) (à partir de 1442, il règne sur la moitié de Bielitz et Skoczow - de 1460 à 1476, il règne sur la moitié de Glogau et Ścinawa – à partir de 1468, il règne sur Teschen – à partir de 1474, il règne sur tout Bielitz)
- 1431-1452 Boleslas II (Bolesław II Cieszyński) (à partir de 1442, il règne sur la moitié de Bielitz et Fryštát)
- 1452-1528 Casimir II (Kazimierz II Cieszyński)
- 1460-1476 Marguerite de Cilley (Małgorzata z Cilly)(règne sur la moitié de Glogau et Sagan)
- 1518-1524 Venceslas II de Teschen (Wacław II Cieszyński)
- 1528-1545 Jean de Pernstein (en) (Jan z Pernsteinu) (régent, jusqu'en 1539 avec Anne de Brandebourg, la mère de Venceslas III)
- 1545-1579 Waclaw III Adam (Wacław III Adam Cieszyński)
- 1560-1571 Frédéric Casimir (Fryderyk Kazimierz Frysztadzki) (il règne sur Fryštát et Skoczow à partir de 1560, sur Bielitz à partir de 1565)
- 1579-1594 Catherine Sidonie de Saxe-Lauenbourg (Katarzyna Sydonia) (régente)
- 1579-1617 Adam Venceslas de Teschen (Adam Wacław Cieszyński)
- 1617-1624 Charles de Habsbourg (Karol Habsburg) (régent)
- 1624-1625 Frédéric Guillaume (Fryderyk Wilhelm Cieszyński)
- 1625-1653 Élizabeth Lucrèce (Elżbieta Lukrecja Cieszyńska)

En 1653, le duché de Teschen rejoint la Bohême.

## Duché deGlogau (Głogów)et deSagan

### Duché deGlogau (Głogów)
- (1177-1180/1190 Conrad Ier (Konrad I Głogowski)

Après sa mort, le duché revient au duché de Breslau jusqu'au milieu du XIIIe siècle.
- 1249/51-1273/4 Conrad II (Konrad II Głogowski) (de 1248 à 1251, il règne sur Liegnitz et Glogau avec ses frères – après le partage de 1251, il devient le duc de Glogau, de Steinau et Sagan)
- 1273/4-1278 Henri III (Henryk III Głogowczyk), Przemko de Steinau (Przemko Ścinawski) et Conrad II le Bossu (Konrad II Garbaty) 
  - 1278-1309 Henri III (Henryk III Głogowczyk) (il règne sur Glogau à partir de 1278, à nouveau sur Steinau à partir de 1291, sur Œls et Namysłów à partir de 1294, sur Przemęt et Zbąszyn à partir de 1296, à nouveau sur Sagan à partir de 1304, sur la Grande-Pologne à partir de 1306)
  - 1278-1289 Przemko de Steinau (Przemko Ścinawski) (il règne sur Sagan de 1278 à 1284, sur Steinau à partir de 1284)
  - 1278-1304 Conrad II le Bossu (Konrad II Garbaty) (il règne sur Steinau de 1278 à 1284, sur Sagan à partir de 1284)
- 1309-1312 Henri IV (Henryk IV Wierny), Pzemko II (Przemko II Głogowski), Jean (Jan Ścinawski), Boleslas (Bolesław Oleśnicki) et Conrad Ier (Konrad I Oleśnicki) (Mathilde de Brunswick (Matylda Brunszwicka) assure la régence - elle gardera Głogów jusqu'en 1318)
- 1312-1317 Henri IV (Henryk IV Wierny), Jean (Jan Ścinawski) et Przemko II (Przemko II Głogowski) (ils règnent sur Sagan et Steinau)
  - 1317-1321 Henri IV (Henryk IV Wierny) et Przemko II (Przemko II Głogowski) (ils règnent sur Sagan) et, à partir de 1318, sur Steinau)
    - 1321-1342 Henri IV (Henryk IV Wierny) (il règne sur Sagan – vassal de la Bohême à partir de 1329)
    - 1321-1331 Przemko II (Przemko II Głogowski) (il règne sur Głogów)

À la mort de Przemko II, le duché de Glogau est incorporé à la Bohême.
- - 1317-1361/5 Jean (Jan Ścinawski) (il règne sur Ścinawa – vassal de la Bohême à partir de 1329)

À la mort de Jean, les duchés de Steinau et de Sagan sont réunis.

### Duché de Sagan(GlogauetSagan)
- 1342-1369 Henri V de Fer (Henryk V Żelazny) (vassal de la Bohême à partir de 1344, il règne sur la moitié de Glogau à partir de 1349, et sur la moitié de Steinau à partir de 1363)
- 1369-1393 Henri VI l'Aîné (Henryk VI Starszy), Henri VII Rumpold (Henryk VII Rumpold) et Henri VIII le Moineau (Henryk VIII Wróbel)
  - 1378-1393 Henri VI l'Aîné (Henryk VI Starszy) (après le partage de 1378, il est le duc de Sagan, Krosno Odrzańskie et Świebodzin)
    - 1393-1403 Hedwige de Liegnitz (Jadwiga Legnicka) (la veuve d'Henri VI reste la souveraine de Sagan, Krosno Odrzańskie et Świebodzin)

  - 1378-1395 Henri VII Rumpold (Henryk VII Rumpold) (après le partage de 1378, il est le duc de Glogau, Steinau et Beuthen-sur-l'Oder)
  - 1378-1397 Henri VIII le Moineau (Henryk VIII Wróbel) (après le partage de 1378, il est le duc de Zielona Góra, Szprotawa, Kożuchów, Przemków et Sulechów – à partir de 1395, il règne également sur la moitié de Glogau, Steinau et Beuthen-surl'Oder – en 1397, Steinau passe dans les mains des ducs Piasts d'Œls)
    - 1397-1420 Catherine d'Opole (Katarzyna Opolska) (la veuve d'Henri VIII reste la souveraine de Zielona Góra et Kozuchow)
- 1397-1401 Robert Ier de Liegnitz (Ruprecht I Legnicki) (régent)

#### Sagan
- 1401-1439 Jean Ier (Jan I Żagański)
- 1439-1463 Scholastique de Wettin (Scholastyka z Wettinów)(la veuve de Jean Ier conserve Nowogród Bobrzański)
- 1439-1449 Balthazar (Baltazar I Żagański), Rodolphe (Rudolf Żagański) et Waclaw (Wacław Żagański)
  - 1439-1472 Balthazar (Baltazar I Żagański) (à partir de 1439, il gouverne avec ses frères – à partir de 1449, il règne sur Sagan avec Rodolphe – en 1454, il devient le seul duc de Sagan – en exil à partir de 1461)
  - 1439-1454 Rodolphe (Rudolf Żagański) (à partir de 1439, il gouverne avec ses frères – à partir de 1449, il règne sur Sagan avec Balthazar)
  - 1439-1472 Venceslas de Sagan (Wacław Żagański) (à partir de 1439, il gouverne avec ses frères – à partir de 1449, il règne sur Przewóz avec Jean II – à partir de 1454, à la suite d'une maladie mentale, il se retrouve sous l'autorité de Jean II – en 1488, il abandonne ses droits sur Glogau)
  - 1439-1472 Jean II le Fol (Jan II Szalony) (sous la protection de ses frères jusqu'en 1449 - à partir de 1449, il règne sur Priebus avec Venceslas – à partir de 1461, il règne sur Nowogród Bobrzański - de 1461 à 1467, et en 1472, il est le duc de Sagan – de 1476 à 1488, il règne sur Glogau, Kozuchow et Szprotawa – de 1497 à 1504, il règne sur Wohlau)

En 1472, le Sagan ainsi que Priebus sont vendus par Jean II à la dynastie Wettin et deviennent des fiefs de la Bohême.

#### Duché de Glogau
- 1401-1467 Henri IX l'Ancien (Henryk IX Starszy) (à la suite du partage de 1412/3, il règne avec ses jeunes frères sur Szprotawa, Krosno Odrzańskie, Świebodzin et la moitié de Glogau – à la suite du partage de 1417/8, il règne avec Henri X sur Szprotawa et la moitié de Glogau – à partir de 1420, avec Henri X (jusqu'à la mort de celui-ci en 1423), il règne en plus sur Kożuchów et Zielona Góra – à partir de 1430/1, il règne à nouveau sur Krosno Odrzańskie et Świebodzin, et à partir de 1446 sur Lubin)
  - 1467-1476 Henri XI (Henryk XI Głogowski)
- 1412/3-1423 Henri X (Henryk X Rumpold) (il règne sur Głogów avec Henri IX l'Aîné)
- 1412/3-1430/1 Venceslas de Krosno (Wacław Krośnieński) (à la suite du partage de 1412/3, il règne avec Henri IX et Henri X – à la suite du partage de 1417/8, il règne seul sur Krosno Odrzańskie et Świebodzin)
- 1476-1488 Jean II le Fol (Jan II Szalony)

En 1488, le duché est incorporé à la Bohême.
- 1488-1490 Jean Corvin (le fils de Mathias Corvin)
- 1491-1498 Jean Ier Albert Jagellon (Jan I Olbracht)
- 1498-1499 Denis de Zahradek (Dionizy z Zahradku) (staroste du roi de Bohême Vladislas IV)
- 1499-1506 Sigismond Ier le Vieux (Zygmunt I Stary)

En 1506, Sigismond rend le duché à Vladislas et à la Bohême.

## Duché de Liegnitzet deBrieg

### Duché de Liegnitz
À l'origine, le duché faisait partie du duché de Breslau.
- 1248-1278 Boleslas II le Chauve (Bolesław II Łysy ou Bolesław II Rogatka)

### Duché de Liegnitzet deBrieg(1278-1352)
- 1278-1296 Henri V le Gros (Henryk V Brzuchaty)
- 1296-1301 Bolko Ier le Sévère (Bolko I Surowy) (régent)
- 1301-1302 Henri de Wierzbno (Henryk z Wierzbna) (évêque de Breslau, régent)
- 1302-1305 Venceslas II de Bohême (Wacław II Czeski) (régent)
- 1305-1352 Boleslas III le Prodigue (Bolesław III Rozrzutny) (il règne avec ses frères, dont il est le protecteur, sur Liegnitz, Brieg et Breslau) jusqu'en 1311 – à partir de 1311, il est le duc de Brieg - de 1312 à 1342, il règne sur Liegnitz – en 1329, il devient un vassal de la Bohême)
  - 1311-1312 Boleslas III le Prodigue (Bolesław III Rozrzutny) (il règne sur Brieg)
  - 1311-1312 Ladislas (Władysław Legnicki) (il règne sur Liegnitz)
- 1312-1352 Boleslas III le Prodigue (Bolesław III Rozrzutny) (en 1329, il devient un vassal de la Bohême)

#### Duché de Brieg
- 1342-1398 Louis Ier (Ludwik I Brzeski) (de 1342 à 1345, il règne sur le Duché de Liegnitz avec son frère Waclaw – de 1345 à 1346, à la suite d'un partage, il ne règne plus que sur une partie de Liegnitz – à partir de 1348/9, il règne sur Lubin, à partir de 1353 sur Namysłów, à partir de 1358 sur la moitié de Brieg et Oława, à partir de 1359 sur Chojnów – de 1364 à 1373, il assure la régence du Duché de Liegnitz – à partir de 1368, il est le souverain de tout le duché de Brieg-Oława – à partir de 1373, il règne aussi sur Kluczbork) 
  - 1352-1358 Catherine Šubić (Katarzyna Chorwacka) (la veuve de Boleslas III le Prodigue conserve Brieg et Oława)
- 1398-1399 Henri VII le Balafré (Henryk VII z Blizną)

#### Liegnitz
- 1338-1364 Waclaw Ier (Wacław I Legnicki)(duc de Namysłów de 1338 à 1353 - de 1342 à 1345, il règne sur le duché de Liegnitz avec son frère Louis - de 1345 à 1346, à la suite d'un partage, il ne règne plus que sur Chojnów et Złotoryja – de 1346 à 1349, il règne sur tout le duché de Liegnitz - en 1348/9, il perd Lubin – en 1358, il reçoit la moitié de Brieg et Oława qu'il vend aux ducs de Świdnica – en 1359, à la suite d'un nouveau partage, il reçoit Liegnitz et Złotoryja)
- 1364-1373 Louis Ier (Ludwik I Brzeski) (régent)
- 1373-1409 Robert Ier de Liegnitz (Ruprecht I Legnicki) (il gouverne avec ses jeunes frères Waclaw II (Wacław II Legnicki), Boleslas IV (Bolesław IV Legnicki) (jusqu'en 1394) et Henri VIII (Henryk VIII Legnicki) (jusqu'en 1398))
- 1373-1419 Waclaw II (Wacław II Legnicki)

En 1419, le duché de Liegnitz fusionne avec le duché de Brieg.

#### Duché deLubin
- 1396-1419/20 Henri IX (Henryk IX Lubiński) (de 1396 à 1400, il règne sur Kluczbork et Byczyna – de 1399 à 1400, il règne sur tout le duché avec Louis II – à partir de 1400, à la suite d'un partage, il règne sur Lubin, Chojnów et Oława - de 1404 à 1405, il est le régent de Liegnitz)
  - 1420-1431 Robert II (Ruprecht II Lubiński) (il règne sur Lubin et Chojnów)
  - 1420-1423 Venceslas III d'Oława (Wacław Oławski) et Louis III (Ludwik III Lubiński) (ils règnent sur Oława et Niemcza)
  - 1423-1431 Louis III (Ludwik III Lubiński) (il règne seul sur Oława et Niemcza)
- 1431-1441 Louis III (Ludwik III Lubiński) (il règne sur Lubin, Chojnów, Oława et Niemcza)
  - 1441-1454 Marguerite d'Opole (Małgorzata Opolska) (la veuve de Louis III conserve Oława)
  - 1441-1453 Jean (Jan Chojnowski) et Henri X (Henryk X Chojnowski) (ils gouvernent sur Lubin et Chojnów, ainsi que sur Brieg de 1443 à 1450 - Brieg est donné en gage au duc d'Opole – en 1446, Lubin est perdu au profit des ducs de Głogów – à partir de 1449, ils règnent sur Złotoryja – Henri X décède en 1452)

### Duché deLiegnitzet deBrieg(1399-1550)
- 1399-1436 Louis II (Ludwik II Brzeski) (fils d'Henri VII – de 1399 à 1400, il règne sur tout le duché de Brieg-Oława avec Henri IX – en 1400, à la suite d'un partage, il règne sur Brzeg, Kluczbork et Byczyna – à partir de 1419, il règne sur Liegnitz et Jägerndorf – à partir de 1427, il règne sur Strzelin - en 1434, il donne Kluczbork et Byczyna en gage aux ducs d'Opole)
- 1436-1449 Élizabeth d'Hohenzollern (Elżbieta Hohenzollern) (la veuve de Louis II conserve Brieg jusqu'en 1443)
- 1449-1454 révolte, Liegnitz est incorporé à la Bohême
- 1453-1466 Hedwige de Brieg (Jadwiga brzeska) (veuve de Jean Ier de Lubin, elle assure la régence au nom de son fils Frédéric Ier - elle règne sur Chojnów et Strzelin – à partir de 1454, elle règne sur Niemcza et Wohlau, ainsi que sur Liegnitz)
- 1466-1488 Frédéric Ier (Fryderyk I Legnicki)(fils de Jean – à partir de 1481, il règne sur Brieg – à partir de 1482, il règne également sur Lubin)
  - 1488-1503 Ludmilla de Poděbrady (Ludmiła z Podiebradu) (veuve de Frédéric Ier, elle conserve Brieg - de 1488 à 1498, elle est régente de Liegnitz)
  - 1488-1495 Jean (Jan Legnicki) (fils de Frédéric Ier)
  - 1488-1547 Frédéric II (Fryderyk II Legnicki) (fils de Frédéric Ier – à la suite du partage de 1505, il règne sur Liegnitz, Złotoryja et Chojnów – à partir de 1521, il règne sur Brieg – à partir de 1522, il règne sur Kluczbork - de 1540 à 1544, il règne sur Glogau – à partir de 1540, il règne sur Ścinawa – à partir de 1542, il règne sur Münsterberg)
  - 1488-1521 Georges Ier (Jerzy I Brzeski) (fils de Frédéric Ier – à la suite du partage de 1505, il règne sur Brzeg et Lubin)
  - 1521-1550 Anne de Poméranie (Anna Pomorska) (veuve de Georges Ier, elle conserve Lubin)

#### Duché de Liegnitz
- 1547-1559 Frédéric III (Fryderyk III Legnicki) (fils de Frédéric II – à la suite du partage du duché de son père, il hérite de Liegnitz, Chojnów, Złotoryja, Ząbkowice et, en 1550, de Lubin – en exil de 1551 à 1556) 
  - 1551-1556 Georges II (Jerzy II Brzeski) (fils de FrédéricII, régent)
- 1559-1571 Henri XI (Henryk XI Legnicki) (fils de Frédéric III)
- 1571-1581 Henri XI (Henryk XI Legnicki) et Frédéric IV (Fryderyk IV Legnicki) (les fils de Frédéric III)
- 1581-1596 Frédéric IV (Fryderyk IV Legnicki)

En 1596, le duché de Liegnitz fusionne avec le duché de Brieg.

#### Duché de Brieg
- 1547-1586 Georges II (Jerzy II Brzeski) (fils de Frédéric II – à la suite du partage du duché de son père, il hérite de Brieg, Oława, Strzelin, Niemcza, Kluczbork et Ścinawa – à partir de 1562, il règne également sur Złotoryja)
  - 1586-1595 Barbara de Brandebourg (Barbara Brandenburska) (la veuve de Georges II conserve Brieg)
- 1586-1592  Joachim Frédéric (Joachim Fryderyk Oławski) et Jean Georges (Jan Jerzy Oławski) (fils de Georges II)
  - 1592-1616 Anne de Wurtemberg (Anna Wirtemberska)(la veuve de Jean Georges conserve Chojnów)
- 1592-1596 Joachim Frédéric (Joachim Fryderyk Oławski)

### Duché deLiegnitzet deBrieg(1596-1612)
- 1596-1602 Joachim Frédéric (Joachim Fryderyk Oławski)
- 1602-1605 Anne-Marie d'Anhalt (Anna Maria Anhalcka) (veuve de Joachim Frédéric, régente)
- 1605-1609 Charles II de Münsterberg-Œls (Karol II z Podebdadów) (oncle par alliance de Jean Christian et Georges Rodolphe, régent)
- 1609-1612 Jean Christian (Jan Chrystian Brzeski) et Georges Rodolphe (Jerzy Rudolf Legnicki) (fils de Joachim Frédéric)

#### Duché de Brieg
- 1612-1633 Jean Christian (Jan Chrystian Brzeski) (à la suite du partage du duché de son père, il hérite de Brieg, Wohlau, Strzelin, Niemcza et Kluczbork)
- 1633-1635 le Saint-Empire occupe le duché
- 1635-1639 Georges III (Jerzy III Brzeski) (fils de Jean Christian)
- 1635-1653 Georges III (Jerzy III Brzeski), Louis IV (Ludwik IV Legnicki) et Christian (Chrystian Brzeski) (fils de Jean Christian)

#### Duché de Liegnitz
- 1612-1633 Georges Rodolphe (Jerzy Rudolf Legnicki) (à la suite du partage du duché de son père, il hérite de Legnica et Złotoryja, ainsi que de Chojnów en 1616 – en exil à partir de 1633)
- 1633-1648 le Saint-Empire occupe le duché et place Louis IV (Ludwik IV Legnicki) sur le trône
- 1648-1653 Georges Rodolphe (Jerzy Rudolf Legnicki) en exil, Louis IV (Ludwik IV Legnicki) continue à gouverner le duché

### Duché de Liegnitzet deBrieg(1653-1654)
- 1653-1654 Georges III (Jerzy III Brzeski), Louis IV (Ludwik IV Legnicki) et Christian (Chrystian Brzeski) (fils de Jean Christian)

#### Duché de Brieg
- 1654-1663 Georges III (Jerzy III Brzeski)

#### Duché de Liegnitz
- 1654-1663 Louis IV (Ludwik IV Legnicki)

#### Duché d'Oławaet deWohlau
- 1654-1663 Christian (Chrystian Brzeski)

### Duché de Liegnitzet deBrieg
- 1663-1664 Georges III (Jerzy III Brzeski) et Christian (Chrystian Brzeski)
- 1664-1672 Christian (Chrystian Brzeski)
- 1672-1675 Georges Guillaume (Jerzy Wilhelm Legnicki) (fils de Christian)
- 1672-1680 Louise d'Anhalt-Dessau (Ludwika Anhalcka) (la veuve de Christian exerce la régence au nom de son fils Georges Guillaume (Jerzy Wilhelm Legnicki) qui décède en 1675)

En 1675/80, le duché de Liegnitz et de Brzeg est annexé par le Saint-Empire.

## Duché d'Œls(Olesnica)
- 1312-1313 Boleslas (Bolesław Oleśnicki) et Conrad Ier (Konrad I Oleśnicki) (fils d'Henri III de Głogów)
- 1313-1320/1 Boleslas (Bolesław Oleśnicki)
- 1320/1-1366 Conrad Ier (Konrad I Oleśnicki) (vassal de la Bohême à partir de 1329)
- 1366-1403 Conrad II le Gris (Konrad II Siwy) (fils de Conrad Ier))
- 1403-1412 Conrad III l'Ancien (Konrad III Stary) (fils de Conrad II)
  - 1412/3-1447 Conrad IV l'Aîné (Konrad IV Oleśnicki) (fils de Conrad III, il gouverne avec Conrad V sur Oleśnica et Kąty Wrocławskie – à partir de 1416, à la suite d'un partage, il devient le duc Kąty Wrocławskie et Bierutów)
  - 1412/3-1439 Conrad V Kantner (Konrad V Kącki) (fils de Conrad III, il gouverne avec Conrad IV sur Oleśnica et Kąty Wrocławskie jusqu'en 1416 – à partir de 1416, il gouverne avec ses frères Conrad VI et Conrad VII sur le reste du duché d'Œls– à partir de 1421, il règne sur le duché de Koźle avec Conrad VII)
  - 1416-1427 Conrad VI le Doyen (Konrad VI Dziekan) (fils de Conrad III, il gouverne avec ses frères)
  - 1416-1450 Conrad VII le Blanc (Konrad VII Biały) (fils de Conrad III, il est duc de Koźle et Beuthen – de 1421-1439, il règne avec Conrad V – à partir de 1439, il est le protecteur des fils de Conrad V et assure la régence à Œls – à partir de 1446, il règne sur Ścinawa – à partir de 1447, il règne sur Kąty Wrocławskie et Bierutów – à partir de 1449, il règne sur Wołów)
  - 1416-1446 Conrad VIII le Jeune (Konrad VIII Młody) (fils de Conrad III, il est duc de Ścinawa à partir de 1427)
  - 1439-1449 Marguerite (Małgorzata) (la veuve de Conrad V conserve Wołów)
  - 1439-1450 Conrad IX le Noir (Konrad IX Czarny) et Conrad X (Konrad X Biały) (fils de Conrad V, ils règnent sur Syców)
- 1450-1452 Conrad IX (Konrad IX Czarny) et Conrad X (Konrad X Biały) règnent sur tout le duché
  - 1452-1471 Conrad IX (Konrad IX Czarny) (à la suite d'un partage, il règne sur Œls, Gliwice, Koźle et Beuthen)
    - 1471-1475 Marguerite (Małgorzata) (la veuve de Conrad IX conserve Œls et Bierutów
    - 1475-1478 Barbara d'Œls (Barbara Oleśnicka) (fille de Conrad IX, duchesse d'Œls et de Bierutów, sous la protection de Conrad X et Mathias Corvin)

  - 1452-1492 Conrad X le Blanc (Konrad X Biały) (à la suite d'un partage, il règne sur Wołów, Syców, Ścinawa et Milicz – de 1471 à 1472, il règne également sur Koźle, Beuthen et Gliwice – à partir de 1478, il règne sur Œls et Bierutów – en exil de 1489 à 1490, à la suite de la prise du pouvoir par Mathias Corvin)

En 1472, Koźle, Beuthen et Gliwice sont incorporés à la Bohême.
En 1492, le Duché d'Œls est annexé par la Bohême.

## Duché d'Opoleet deRatibor
Jusqu'en 1173, Opole et Ratibor faisaient partie du duché de Breslau.

### Duché d'Opole
- 1173-1201 Iaroslav (Jarosław Opolski) (fils de Boleslas Ier le Long)

### Duché de Ratibor
- 1173-1202 Mieszko IV Jambes Mêlées (Mieszko IV Plątonogi) (fils de Ladislas II le Banni)

### Duché d'Opoleet deRatibor
- 1202-1211 Mieszko IV Jambes Mêlées (Mieszko IV Plątonogi)
- 1211-1229/30 Casimir Ier (Kazimierz I Opolski) (fils de Mieszko IV)
- 1229/30-1238 Henri Ier le Barbu (Henryk I Brodaty) (neveu de Mieszko IV, régent)
- 1238-1239 Henri II le Pieux (Henryk II Pobożny) (fils de Henri le Barbu, régent)
- 1239-1246 Mieszko II l'Obèse (Mieszko II Otyły) (fils de Casimir Ier)
- 1246-1280/1 Ladislas (Władysław Opolski) (fils de Casimir Ier)

#### Duché deBeuthen
- 1280/1-1312 Casimir (Kazimierz Bytomski) (fils de Ladislas) (jusqu'en 1284, il gouverne avec son frère Bolko sur Bytom et Opole – à partir de 1284, il règne sur Beuthen - en 1289, il devient vassal de Venceslas II) 
  - 1303-1328 Boleslas (Bolesław Toszecki) (fils de Casimir, il est duc de Toszek – en 1327, il devient vassal de la Bohême)
  - 1303-1352 Ladislas (Władysław Bytomski) (fils de Casimir, il règne sur Koźle jusqu'en 1334 – à partir de 1316, il règne sur Beuthen – il est régent de Toszek de 1321 à 1328 - en 1327, il devient vassal de la Bohême – il règne aussi sur Toszek (à partir de 1328) et sur Sievers (1328-1337))
  - 1312-1316 Siemovit (Siemowit Bytomski) (fils de Casimir, il règne sur Beuthen)
  - 1312-v.1345 Georges (Jerzy Bytomski) (fils de Casimir, il règne avec Ladislas)
  - 1312-1328 Mieszko (Mieszko Siewierski) (fils de Casimir, il règne sur Sievers)
  - 1340-v.1350 Siemovit (Siemowit Bytomski) (vassal de la Bohême, il règne sur Gliwice)
  - 1336- après 1342 Casimir (Kazimierz Kozielski) (fils de Ladislas, il règne sur Koźle)
- après 1342-1354 /5 Boleslas (Bolesław Bytomski) (fils de Ladislas, il règne sur Koźle – à partir de 1352, il règne également sur Toszek, Bytom et Gliwice)
- 1354/5-1357 Marguerite de Sternberg (Małgorzata Morawska) (la veuve de Boleslas conserve Bytom)

En 1354 /5, Koźle rejoint le duché d'Oleśnica.
En 1357, Beuthen rejoint le duché de Cieszyn.

#### Duché de Ratibor
- 1280/1-1306 Przemyslaw (Przemysław Raciborski) (fils de Ladislas – à partir de 1280/1, il règne avec son frère Mieszko sur Cieszyn, Oświęcim et Ratibor – à partir de 1290, à la suite d'un partage, il règne sur Ratibor)
- 1306-1308 Mieszko Ier de Cieszyn (Mieszko Cieszyński) (frère de Przemyslaw, régent)
- 1308-1336 Lech (Leszek Raciborski) (fils de Przemyslaw, il devient vassal de la Bohême en 1327 – à partir de 1334, il règne aussi sur Koźle)

En 1336, Ratibor rejoint le duché de Troppau (Opava) et Koźle rejoint le duché de Beuthen.

## Duché d'Opole
À l'origine, le duché faisait partie du duché d'Opole et de Ratibor.
- 1280/1-1313 Bolko Ier (Bolko I Opolski) (fils de Ladislas d'Opole, il hérite avec son frère Casimir d'Opole et de Beuthen – à partir de 1284, à la suite d'un partage, il règne sur Opole, Niemodlin et Strzelce Opolskie – en 1291, il devient vassal de Venceslas II – à partir de 1306, il règne également sur Wieluń)

### Duché d'Opole
- 1313-1323 Bolko II (Bolko II Opolski) et Albert (Albert Strzelecki) (fils de Bolko Ier)

#### Duché d'Opole
- 1323-1356 Bolko II (Bolko II Opolski) (vassal de la Bohême à partir de 1327)
- 1356-1365 Ladislas II d'Opole (Władysław Opolczyk), Bolko III (Bolko III Strzelecki) et Henri (Henryk Opolski) (fils de Bolko II)
- 1365-1370 Ladislas II d'Opole (Władysław Opolczyk) et Bolko III (Bolko III Strzelecki)
- 1370-1396 Ladislas II d'Opole (Władysław Opolczyk) (fils de Bolko II) (de 1382 à 1385, régent de Strzelce Opolskie et de Niemodlin – à partir de 1396, il garde son titre mais n'exerce plus le pouvoir)
- 1396-1400 Bernard (Bernard Niemodliński), Jean Kropidło et Bolko IV (Bolko IV Opolski) (fils de Bolko III)
- 1400-1421 Jean Kropidło et Bolko IV (Bolko IV Opolski) (fils de Bolko III)
  - 1401-1420 – Euphémie de Mazovie (Eufemia Mazowiecka) (la veuve de Ladislas Opolczyk conserve Głogówek)
- 1421-1437 Bolko IV (Bolko IV Opolski)
- 1437-1439 Jean Ier (Jan I Opolski) et Nicolas Ier (Mikołaj I Opolski) (fils de Bolko IV)
- 1439-1460 Nicolas Ier (Mikołaj I Opolski)

#### Duché deStrzelce
- 1323-1370 Albert (Albert Strzelecki) (vassal de la Bohême à partir de 1327)
- 1370-v.1382 Bolko III (Bolko III Strzelecki)

En 1382, le duché de Strzelce fusionne avec le duché de Niemodlin.

### Duché deNiemodlin
- 1313-1362/5 Boleslas Ier (Bolesław Pierworodny) (fils de Bolko Ier, vassal de la Bohême à partir de 1327)
- 1362/5-1367/8 Boleslas II (Bolesław II Niemodliński), Waclaw (Wacław Niemodliński) et Henri (Henryk I Niemodliński) (fils de Boleslas Ier))
- 1367/8-1369 Waclaw (Wacław Niemodliński) et Henri (Henryk I Niemodliński)
- 1369-1382 Henri (Henryk I Niemodliński)

En 1382, le duché de Strzelce fusionne avec le duché de Niemodlin.

### Duché deNiemodlinet deStrzelce
- 1382-1394 Henri (Henryk II Niemodliński), Jean Kropidło, Bolko IV (Bolko IV Opolski), Bernard (Bernard Niemodliński) (fils de Bolko III)
- 1394-1396 Jean Kropidło, Bolko IV (Bolko IV Opolski) et Bernard (Bernard Niemodliński)
- 1396-1400 Bolko IV (Bolko IV Opolski) et Bernard (Bernard Niemodliński)
- 1400-1455 Bernard (Bernard Niemodliński) (il règne aussi sur Olesno (à partir de 1401), sur Prudnik et Głogówek (1420-1424), sur Kluczbork (1434-1450) – en 1450, il se retire à Olesno)
- 1450-1460 Bolko V (Bolko V Husyta) (fils de Bolko IV)

En 1460, Niemodlin, Olesno et Strzelce rejoignent le duché d'Opole.

### Duché d'Opole
- 1460-1476 Nicolas Ier (Mikołaj I Opolski)
- 1476 Louis (Ludwik Opolski) (fils de Nicolas Ier)
  - 1476-1532 Jean II (Jan II Dobry) (fils de Nicolas Ier, à la suite d'un partage il règne sur Opole et Strzelce, sur Brieg jusqu'en 1481, sur Gliwice à partir de 1494, sur Toszek à partir de 1495, sur Niemodlin à partir de 1497, sur Beuthen à partir de 1498, sur Koźle à partir de 1509, sur Ratibor à partir de 1521)
  - 1476-1497 Nicolas II (Mikołaj II Niemodliński)(fils de Nicolas Ier, à la suite d'un partage il règne sur Niemodlin)
- 1497-1532 Jean II (Jan II Dobry) règne sur tout le duché

En 1532, le duché d'Opole-Beuthen-Niemodlin-Strzelce Opolskie-Koźle-Toszek-Gliwice-Prudnik-Ratibor passe dans les mains des Hohenzollern (vassaux de la Bohême).

## Duché de Schweidnitz-Jauer

### Duché deJaueret deSchweidnitz
Jusqu'en 1273, le duché faisait partie du duché de Liegnitz.
- 1273-1278 Henri V le Gros (Henryk V Brzuchaty) (fils de Boleslas II le Chauve, duc de Jauer de 1273 à 1278, duc de Liegnitz de 1278 à 1296, duc de Breslau de 1290 à 1296)
  - 1278-1301 Bolko Ier le Sévère (Bolko I Surowy) (frère d'Henri V le Gros, duc de Jauer à partir de 1278 (de 1281 à 1285, il perd Lwówek Śląski au profit de son frère Bernard l'Adroit), duc de Schweidnitez à partir de 1291, régent de Breslau et de Liegnitz à partir de 1296)
  - 1278-1285 Bernard l'Adroit (Bernard Zwinny) (frère de Bolko Ier le Sévère, duc de Jauer de 1278 à 1281, duc de Lwówek Śląski à partir de 1281)
- 1301-1305 Hermann Ier de Brandebourg (Herman Brandenburski) (beau-frère de Bolko Ier, régent)
- 1305-1312 Bernard (Bernard Świdnicki) (fils de Bolko Ier, duc de Jauer, de Schweidnitz et de Münsterberg) 
  - 1312-1326 Bernard (Bernard Świdnicki) (duc de Schweidnitz et de Münsterberg jusqu'en 1322, ensuite duc de Schweidnitz après avoir donné Ziębice à son frère Bolko II)
  - 1312-1346 Henri Ier (Henryk I Jaworski) (frère de Bernard, duc de Jauer)

#### Duché de Schweidnitz-Jauer
- 1326-1368 Bolko II (Bolko II Mały) (fils de Bernard, il règne avec son frère Henri II de Świdnica (Henryk II Świdnicki) jusqu'en 1343/5 - duc de Jawor à partir de 1346, duc de la moitié du duché de Brieg et d'Oława à partir de 1358, duc de Sievers à partir de 1359, duc de la Lusace à partir de 1364)
- 1368-1392 Agnès de Habsbourg (Agnieszka Habsburska)(la veuve de Bolko II, duchesse de Schweidnitz et de Jauer)

En 1392, le duché de Jauer et de Schweidnitz est annexé par la Bohême.

#### Duché de Münsterberg(Ziębice)
- 1322-1341 Bolko II (Bolko II Ziębicki) (fils de Bolko Ier le Sévère, vassal de la Bohême à partir de 1336)
- 1341-1358 Nicolas (Mikołaj Mały Ziębicki) (fils de Bolko II)
- 1358-v.1360 Agnès de Lichtenburg (la veuve de Nicolas, régente)
- 1358-1366/85 Bolko III (Bolko III Ziębicki) et Henri Ier (Henryk I Ziębicki) (les fils de Nicolas)
- 1366/85-1410 Bolko III (Bolko III Ziębicki)
- 1410-1420 Jean (Jan Ziębicki) et Henri II (Henryk II Ziębicki) (les fils de Bolko III)
- 1420-1428 Jean (Jan Ziębicki)

En 1428, le duché de Münsterberg est annexé par la Bohême:

## Mise en garde
Certaines dates sont approximatives. La fragmentation territoriale des duchés en Silésie étant extrêmement difficile à suivre, le lecteur est invité à consulter l'article en anglais (en) Duchies of Silesia pour forger sa propre opinion.